# STAR (中島美嘉のアルバム)
『STAR』（スター）は、中島美嘉の6作目のオリジナルフルアルバム。2010年10月27日発売。

## 概要
前作『VOICE』から、コンピレーションアルバム『NO MORE RULES.』を経て2年振りとなるオリジナルアルバム。全14曲中のうち、10曲にタイアップが付いている。
『VOICE』以降のシングル「Over Load」「CANDY GIRL」「流れ星」「ALWAYS」「一番綺麗な私を」に加え、シングルに収録されていたカップリング曲も全て収録（『NO MORE RULES.』に収録されていた「GAME」も収録されている）。そのため、このアルバムのみに収録されている曲はわずか3曲である。
初回限定盤にはシングル5曲と「GAME」のビデオクリップが収録されている。

## 収録曲
| #   | タイトル                         | 作詞                     | 作曲                                 | 編曲 | 時間 |
| --- | -------------------------------- | ------------------------ | ------------------------------------ | --- | ---- |
| 1.  | 「ALWAYS」                       | 百田留衣                 | 百田留衣                             | 玉井健二、百田留衣（編曲）、弦一徹（ストリングスアレンジ）                                                                     | 5:13 |
| 2.  | 「一番綺麗な私を」               | 杉山勝彦                 | 杉山勝彦                             | 杉山勝彦、Atsuko Komatsubara（ストリングスアレンジ）                                                                           | 4:30 |
| 3.  | 「BABY BABY BABY」               | 中島美嘉                 | Ryosuke“Dr.R”Sakai                   | 河野伸 | 5:41 |
| 4.  | 「Over Load」                    | 中島美嘉                 | 森元康介                             | 大川カズト、Atsuko Komatsubara（ストリングスアレンジ）                                                                         | 4:42 |
| 5.  | 「GAME」                         | 中島美嘉                 | カミカオル、Tomokazu"T.O.M"Matsuzawa | Tomokazu"T.O.M"Matsuzawa、The Hot Pantz(P.G.L.M)                                                                               | 4:14 |
| 6.  | 「SMILEY」                       | 中島美嘉                 | 木村篤史                             | 橋本幸太（編曲、ホーンアレンジ）、Yoshinari Takegami（ホーンアレンジ）                                                         | 4:43 |
| 7.  | 「CANDY GIRL」                   | 宮﨑歩                   | HIPJOINT                             | ICEDOWN (´ε｀ )（編曲、ホーンアレンジ）、Yoshinari Takegami（ホーンアレンジ）、Lori Fine（バックグラウンドヴォーカルアレンジ） | 4:06 |
| 8.  | 「LONELY STAR」                  | 中島美嘉                 | 藤原信也                             | Tomokazu"T.O.M"Matsuzawa | 4:32 |
| 9.  | 「No Answer」                    | 中島美嘉                 | 竹本健一                             | 田中義人（編曲）、Atsuko Komatsubara（ストリングスアレンジ）                                                                   | 4:13 |
| 10. | 「SPIRAL」                       | 宮崎歩、中島美嘉         | Red-T                                | 田中義人 | 4:39 |
| 11. | 「Memory（feat. DAISHI DANCE）」 | Lori Fine(COLDFEET)      | DAISHI DANCE、Tomoharu Moriya        | DAISHI DANCE（編曲）、Tomoharu Moriya（編曲）、Lori Fine（ヴォーカルアレンジ）                                                 | 6:50 |
| 12. | 「16」                           | 中島美嘉                 | 葛谷葉子                             | 斎藤誠 | 4:37 |
| 13. | 「流れ星」                       | クボケンジ・田中ユウスケ | 田中ユウスケ                         | 田中ユウスケ（編曲）、岡村美央（ストリングスアレンジ）                                                                         | 6:06 |
| 14. | 「SONG FOR A WISH」              | 樋口了一                 | 樋口了一                             | 清塚信也 | 5:50 |

| #  | タイトル                                 | 作詞 | 作曲・編曲 | 監督 |
| -- | ---------------------------------------- | ---- | ---------- | ---- |
| 1. | 「GAME」(ミュージック・ビデオ)           |      |            |      |
| 2. | 「Over Load」(ミュージック・ビデオ)      |      |            |      |
| 3. | 「CANDY GIRL」(ミュージック・ビデオ)     |      |            |      |
| 4. | 「流れ星」(ミュージック・ビデオ)         |      |            |      |
| 5. | 「ALWAYS」(ミュージック・ビデオ)         |      |            |      |
| 6. | 「一番綺麗な私を」(ミュージック・ビデオ) |      |            |      |

### タイアップ
- 映画『サヨナライツカ』主題歌（M-1）
- TBS系金曜ドラマ『うぬぼれ刑事』挿入歌（M-2）
- ロッテ「ガーナ ミルクチョコレート」CMソング（M-3）
- サントリーフーズ「リプトン リモーネ」CMソング（M-4）
- カネボウ化粧品「KATE」CMソング（M-5, 10, 11）
- SLY（レディスウェアブランド）とのコラボソング（M-6,7）
- ハウスメイトパートナーズ「ハウスメイト」CMソング（M-13）
- TBS系『森のラブレターII』テーマソング（M-14）

## MIKA NAKASHIMA CONCERT TOUR 2011 THE ONLY STAR
『MIKA NAKASHIMA CONCERT TOUR 2011 THE ONLY STAR』(ミカ・ナカシマ・コンサート・ツアー・2011・ザ・オンリー・スター)は中島美嘉のライヴ映像。

### 解説
6thアルバム『STAR』を引っ提げた全国ツアーより、最終日である同年7月27日・28日に行われた東京国際フォーラム ホール A公演の模様を収録している。また、ツアー開催の前年には両側耳管開放症による治療に専念するため、当面の間活動を休業復帰後初のステージとなった。
1ヶ月後の3月28日には、ミュージック・ビデオ集『GREATEST LOTUS』と、今作のBlu-ray Disc規格が同日にリリースされた。

### 収録曲 (DVD/Blu-ray共通)
※Blu-rayは1枚にまとめて収録されている。

#### ［DISC1-LIVE］
1. ALL HANDS TOGETHER
2. GLAMOROUS SKY
3. LIFE
4. BABY BABY BABY
5. 一番綺麗な私を
6. 流れ星
7. 愛してる〜ORION〜STARS〜愛してる
8. 16
9. SONG FOR A WISH
10. CANDY GIRL
11. SPIRAL
12. LONELY STAR
13. I DON'T KNOW
14. DANCE WITH THE DEVIL
15. 雪の華
16. LOVE IS ECSTASY
17. Dear
18. A MIRACLE FOR YOU <2011>
19. End Roll

#### ［DISC2-DOCUMENT］
-Behind The Scenes-